# Evelyn Rack
Evelyn Rack ist eine Filmeditorin und Drehbuchautorin. Sie wirkte an mehreren preisgekrönten Spiel- und Dokumentarfilmen mit. Besondere Bekanntheit erlangte sie durch ihre Montagearbeiten an Natalia Sinelnikovas Wir könnten genauso gut tot sein (2022), dem Dokumentarfilm Wo/men (2024) sowie Mascha Schilinskis In die Sonne schauen (engl. Sound of Falling, 2025), der im Wettbewerb der Internationalen Filmfestspiele von Cannes 2025 gezeigt wurde und dort mit dem Preis der Jury (Prix du Jury) ausgezeichnet wurde.
Rack ist Mitglied der Europäischen Filmakademie sowie der British Film Editors (BFE), einer gemeinnützigen Ehrengesellschaft professioneller britischer Film- und Fernseheditoren. Sie engagiert sich in der Queer Media Society, einer Organisation zur Förderung queerer Medienschaffender.

## Filmografie (Auswahl)
- 2018: Adelheid, Kornelius & die Töde – Regie: Kirstin Schmitt
- 2019: Im Stillen laut – Regie: Therese Koppe
- 2020: Displaced – Regie: Sharon Ryba-Kahn
- 2022: Nestwärme – Mein Opa, der Nationalsozialismus und ich – Regie: Eric Esser
- 2022: Wir könnten genauso gut tot sein – Regie: Natalia Sinelnikova
- 2023: Drifter – Regie: Hannes Hirsch (zusätzliche Montage)
- 2023: Ararat – Regie: Engin Kundag
- 2024: House with a Voice – Regie: Kristine Nrecaj[2]
- 2024: Die feige Schönheit – Regie: Moritz Krämer
- 2025: Ab morgen bin ich mutig – Regie: Bernd Sahling[3]
- 2025: Fang mich doch! – Regie: Ester Amrami
- 2025: In die Sonne schauen – Regie: Mascha Schilinski

## Auszeichnungen und Anerkennungen
- Teilnahme am Perspektive-Match Talent-Programm der Berlinale 2023 im Tandem mit dem Editor Hansjörg Weißbrich[4]
- Nominierung für den Heiner-Carow-Preis der Berlinale 2023 für ihre Montagearbeit an Ararat (Regie: Engin Kundağ)